# Krivaja (Chorwacja)
Krivaja – wieś w Chorwacji, w żupanii bielowarsko-bilogorskiej, w gminie Berek. W 2011 roku liczyła 59 mieszkańców.